# Дом-музей Н. А. Некрасова
Дом-музей Н. А. Некрасова — часть Чудовского филиала Новгородского музея-заповедника. Расположен в городе Чудово Новгородской области в месте, называемом Чудовская Лука, на берегу реки Керести.

## Описание
Усадьбу Чудовская Лука Николай Алексеевич купил в 1871 году. Некрасов считал его охотничьим домиком. Музей открыт в 1971 году в этом домике Н. А. Некрасова. Охоты давали возможность Н. А. Некрасову отдохнуть от журнальной работы, набраться сил, новых впечатлений. 
В нём находятся кабинет и спальня поэта, комната его жены Зинаиды Николаевны, гостиная, комнаты для гостей, столовая. Поэт проводил летние месяцы в усадьбе c 1871 по 1876 год. На её территории также расположено здание бывшей сельскохозяйственной школы имени Н. А. Некрасова, действовавшей в 1892–1906 году.
Во время холеры и тифа в здании располагалась больница. Во время Великой Отечественной войны немцы устроили здесь казарму, поэтому усадьба полностью сохранилась.
Здесь размещены литературная экспозиция «Некрасов и Новгородский край», экспозиционный класс XIX века и выставочный зал. Рядом с усадебным домом находится могила и каменное надгробие любимого пса поэта — пойнтера Кадо, случайно застреленного супругой Некрасова во время охоты.

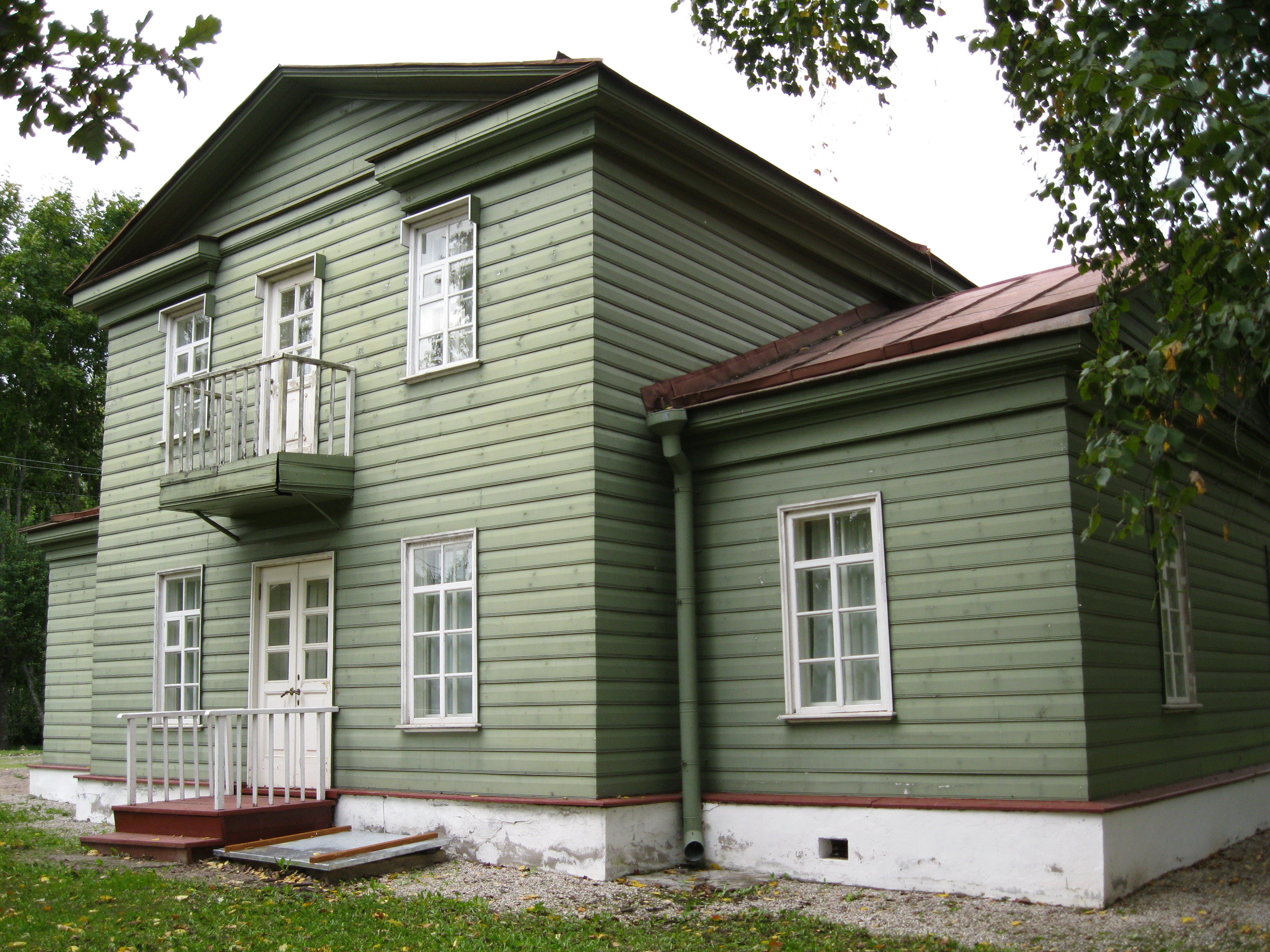
Общий вид на Дом-музей
Памятник Некрасову у Дома-музея
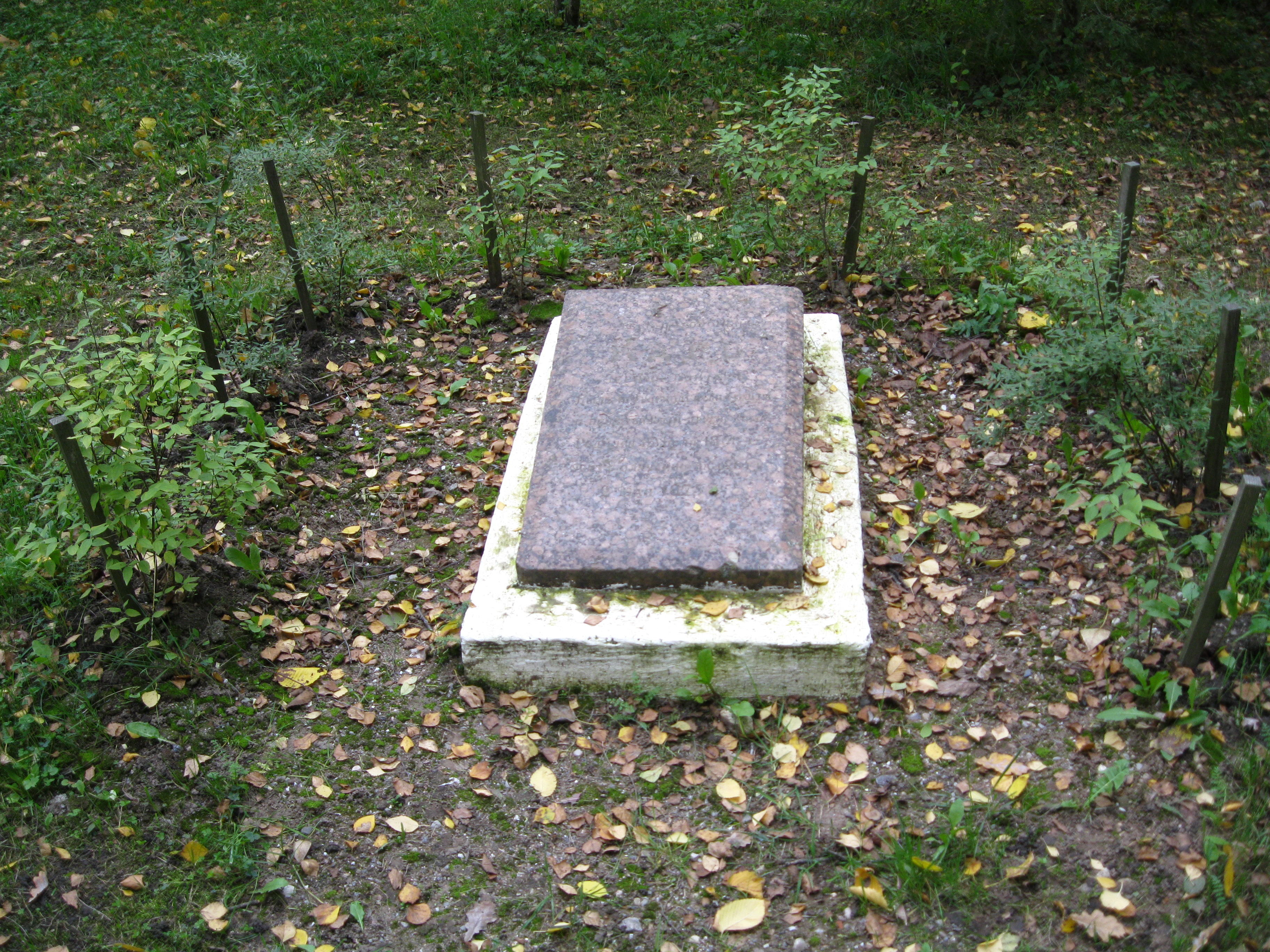
Памятник с могилы собаки Некрасова Кадо